# Serrat de Ca l'Agustí
El Serrat de Ca l'Agustí és una serra situada al municipi de Navars, a la comarca catalana del Bages, amb una elevació màxima de 491 metres.